# Puchacze (województwo lubelskie)
Puchacze (dawn. Puhacze) – wieś  w Polsce położona w województwie lubelskim, w powiecie bialskim, w gminie Międzyrzec Podlaski.
| SIMC    | Nazwa    | Rodzaj    |
| ------- | -------- | --------- |
| 0016053 | Okolonia | część wsi |

W latach 1975–1998 miejscowość administracyjnie należała do województwa bialskopodlaskiego.
Wieś jest sołectwem w gminie Międzyrzec Podlaski. Według Narodowego Spisu Powszechnego z roku 2011 wieś liczyła 244 mieszkańców.
Wierni Kościoła rzymskokatolickiego należą do parafii św. Barbary w Dołdze.

## Historia
Wieś położona w powiecie mielnickim województwa podlaskiego, wchodziła w 1662 roku w skład majętności międzyrzeckiej Łukasza Opalińskiego. Puchacze w wieku XIX – wieś i osada leśna w ówczesnym powiecie radzyńskim (1867–1975), gminie Żerocin, parafii prawosławnej  Dołha. W roku 1883  wieś posiadała 14 domów i 80 mieszkańców z gruntem 429 mórg, leśniczówka  1 dom i 2 mieszkańców z gruntem 8 mórg.
Według spisu, w 1827 roku było tu 13 domów i 65 mieszkańców.